# Claver (Surigao du Nord)
Pour les articles homonymes, voir Claver.
Claver est une localité de la province de Surigao du Nord, aux Philippines. En 2015, elle compte 32 773 habitants.

## Géographie
- Mine de Claver